# Anhaltské knížectví
Anhaltské knížectví (německy Fürstentum Anhalt), do roku 1218 hrabství (něm. Grafschaft Anhalt), byl stát Svaté říše římské nacházející se ve středním Německu, v oblasti současné spolkové země Sasko-Anhaltsko. Po celou dobu zde vládla dynastie Askánců. Hlavním městem byla Desava (Dessau).

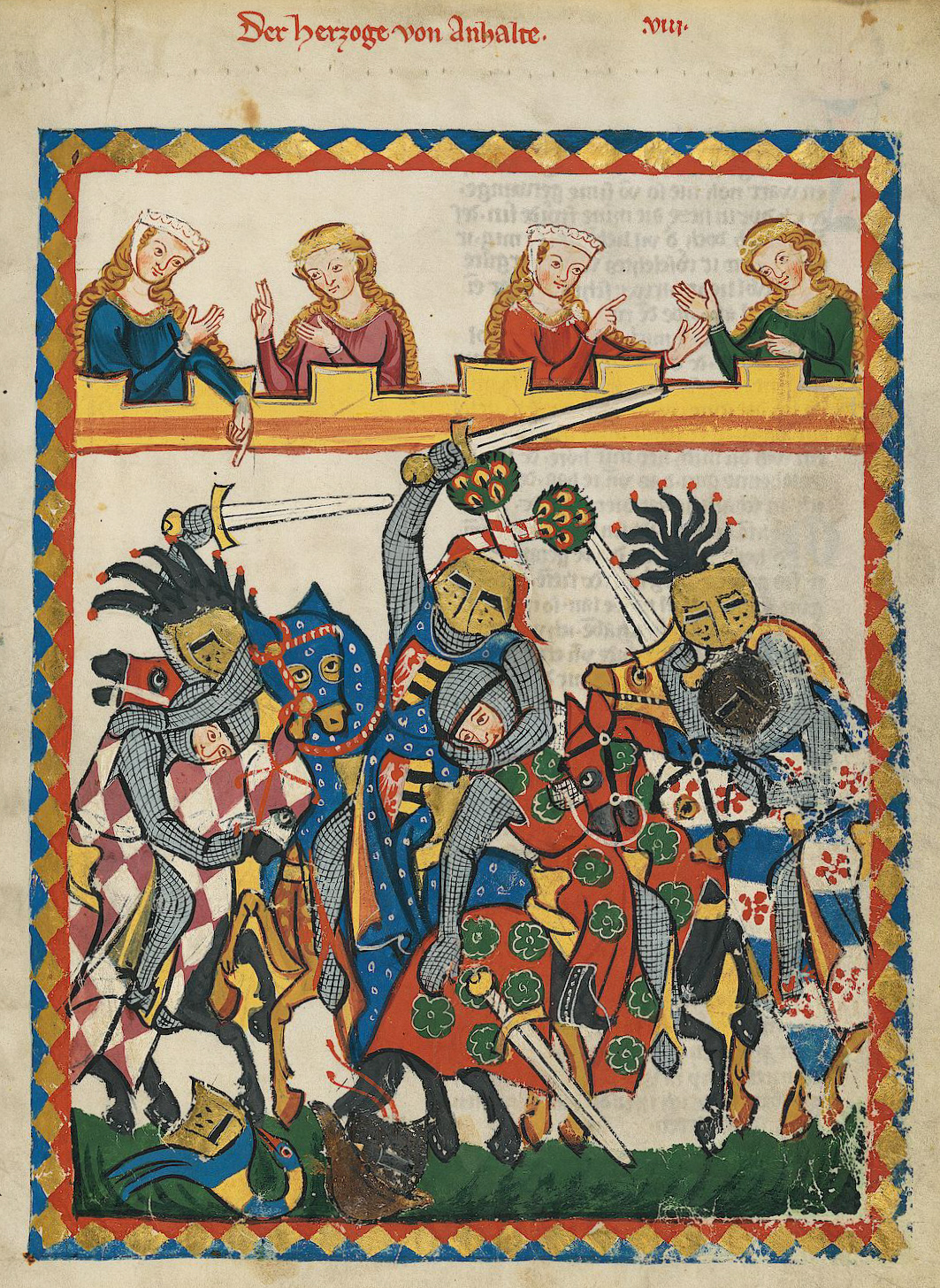
Anhaltský kníže v Codexu Manesse

Anhaltské hrabství vzniklo v roce 1212, kdy se odtrhlo od Saského vévodství. 
Časem se Anhaltsko postupně politicky rozpadlo na několik malých celků, poprvé ve 13. století, kdy vznikly knížectví Anhaltsko-Bernbursko, Anhaltsko-Aschersleben a Anhaltsko-Zerbst, v 17. století následovalo Anhaltsko-Desavsko, Anhaltsko-Köthensko a Anhaltsko-Plötzkau, čímž knížectví Anhaltsko jakožto jednotný stát přestalo existovat. 
Anhaltské knížectví coby tradiční pojem se stal definitivně minulostí v roce 1806, kdy byla malá anhaltská knížectví Bernubrsko, Köthensko a Zerbst povýšeny francouzským císařem Napoleonem na Anhaltské vévodství.